# Immingsted Skov
Immingsted Skov (også Vesterskov, på tysk Immenstedter Wald) er et cirka 155 ha stort skovområde, der ligger vest for landsbyen Immingsted i Sydslesvig. Skoven ligger næsten i form af en hesteskov på gesten omkring bebyggelsen Immingstedskov (Immenstedholz) syd for Arlåen. Skoven domineres især af løvskov med bøg og eg. Nåleskov udgør cirka 10 procent. Den sydlige del er statskov, cirka 40 procent i skovens nordlige del mod Arlåen er privatejet. I den danske tid (før 1864) hørte skoven under det 2. Gottorpske Skovdistrikt. Statsskoven rådede i 1900-tallet over et areal på 150 tdr.. Sydøst for skoven ligger landsbyen Arnfjolde, nordøst landsbyen Bjerndrup.
Den i Svesing Sogn tæt ved grænsen til Fjolde Sogn beliggende Immingsted Skov kunne i en periode anses som sydgrænse for det danske sprogområde. I 2008 blev skoven udpeget som habitatområde under det fælleseuropæiske Natura 2000-projekt.